# Lorenzo Brino
Lorenzo Brino, né le 21 septembre 1998 à Woodland Hills en Californie, et mort le 9 mars 2020 à San Bernardino en Californie, est un acteur américain. 

## Biographie
Il a deux frères et une sœur qui sont aussi ses quadruplés, Myrinda, Nikolas, Zachary et lui. Ils ont fait leur première apparition dans la saison 3 de Sept à la maison, où ils jouaient tous les quatre les rôles de Sam et David. Mais à partir de la saison 7, ils n'ont gardé que Lorenzo et Nikolas, car il commençait à y avoir trop de différences entre les quadruplés.
Selon les informations de TMZ, Lorenzo Brino a perdu la vie dans un accident de voiture survenu lundi 9 mars 2020, à 3 heures du matin, dans le comté de San Bernardino, en Californie. Après avoir perdu le contrôle de son véhicule, une Toyota Camry, où il se trouvait seul, le jeune homme a percuté un poteau et a été déclaré mort à l’arrivée des secours.